# Masanori Hirasawa
Masanori Hirasawa (平沢正規 Hirasawa Masanori) est un astronome japonais. D'après le Centre des planètes mineures il a co-découvert 52 astéroïdes entre 1991 et 1998 avec Shohei Suzuki.

## Astéroïdes découverts
| (6416) Nyukasayama     | 14 novembre 1993 |
| (6499) Michiko         | 27 octobre 1992  |
| (6918) Manaslu         | 20 mars 1993     |
| (7028) Tachikawa       | 4 décembre 1993  |
| (7067) Kiyose          | 4 décembre 1993  |
| (7353) Kazuya          | 6 janvier 1995   |
| (7891) Fuchie          | 11 novembre 1994 |
| (7892) Musamurahigashi | 27 novembre 1994 |
| (8100) Nobeyama        | 4 décembre 1993  |
| (8200) Souten          | 7 janvier 1994   |
| (8530) Korbokkur       | 25 octobre 1992  |
| (8551) Daitarabochi    | 11 novembre 1994 |
| (8702) Nakanishi       | 14 novembre 1993 |
| (9197) Endo            | 24 novembre 1992 |
| (9350) Waseda          | 13 octobre 1991  |
| (9386) Hitomi          | 5 décembre 1993  |
| (10171) Takaotengu     | 7 mars 1995      |
| (10617) Takumi         | 25 octobre 1997  |
| (10837) Yuyakekoyake   | 6 mars 1994      |
| (13162) Ryokkochigaku  | 22 octobre 1995  |
| (14036) Yasuhirotoyama | 5 mars 1995      |
| (14037) Takakikasahara | 5 mars 1995      |
| (14425) Fujimimachi    | 13 octobre 1991  |
| (14495) 1995 AK1       | 6 janvier 1995   |
| (14999) 1997 VX8       | 9 novembre 1997  |
| (15336) 1993 UC3       | 22 octobre 1993  |
| (15352) 1994 VB7       | 11 novembre 1994 |
| (15797) 1993 UD3       | 22 octobre 1993  |
| (15798) 1993 VZ4       | 14 novembre 1993 |
| (15833) 1995 CL1       | 3 février 1995   |
| (15919) 1997 UA22      | 25 octobre 1997  |
| (16704) Taisukekaneko  | 7 mars 1995      |
| (18457) Syoheiyamamoto | 5 mars 1995      |
| (19246) Megumisasaki   | 14 mars 1994     |
| (19254) Shojitomoko    | 11 novembre 1994 |
| (20114) 1995 UQ44      | 26 octobre 1995  |
| (22385) Fujimoriboshi  | 14 mars 1994     |
| (23591) 1995 UP44      | 26 octobre 1995  |
| (26982) 1997 UY21      | 25 octobre 1997  |
| (27826) 1993 WQ        | 22 novembre 1993 |
| (27827) Ukai           | 9 décembre 1993  |
| (28223) 1998 YR27      | 27 décembre 1998 |
| (29342) 1995 CF1       | 3 février 1995   |
| (30962) 1994 VH7       | 11 novembre 1994 |
| (30968) 1995 AM1       | 6 janvier 1995   |
| (32914) 1995 AG1       | 6 janvier 1995   |
| (35371) Yokonozaki     | 25 octobre 1997  |
| (37675) 1995 AJ1       | 6 janvier 1995   |
| (39612) 1993 XE1       | 5 décembre 1993  |
| (39659) 1995 UO44      | 26 octobre 1995  |
| (42599) 1997 UT22      | 25 octobre 1997  |
| (58284) 1993 VW3       | 14 novembre 1993 |